# David di Donatello 1980
La 25a edició dels premis David di Donatello, concedits per l'Acadèmia del Cinema Italià va tenir lloc el 26 de juliol de 1980 al Teatre grecoromà de Taormina. El premi consistia en una estatueta dissenyada per Bulgari.

## Guanyadors

### Millor pel·lícula
- No atorgat

### Millor director
- Gillo Pontecorvo - Operación Ogro (ex aequo)
- Marco Bellocchio - Salto nel vuoto (ex aequo)

### Millor argument
- No atorgat

### Millor productor
- Joseph Losey - Don Giovanni (ex aequo)
- Mario Cecchi Gori - Mani di velluto (ex aequo)

### Millor actriu
- Virna Lisi - La cicala

### Millor actor
- Adriano Celentano - Mani di velluto

### Millor músic
- No atorgat

### Millor actriu estrangera
- Isabelle Huppert - La dentellière

### Millor actor estranger
- Dustin Hoffman - Kramer contra Kramer (Kramer vs. Kramer) (ex aequo)
- Jack Lemmon - La síndrome de la Xina (The China Syndrom) (ex aequo)

### Millor director estranger
- Francis Ford Coppola - Apocalypse Now

### Millor guió estranger
- Jay Presson Allen - Just Tell Me What You Want

### Millor pel·lícula estrangera
- Kramer contra Kramer (Kramer vs. Kramer), de Robert Benton

### Millor banda sonora estrangera
- Ralph Burns - Movie Movie

### David Europeu
- John Schlesinger - Yankees

### David Luchino Visconti
- Andrei Tarkovski

### David especial
- Carlo Verdone, pel seu debut a Un sacco bello
- Enrico Montesano, per la seva interpretació a Aragosta a colazione, Il ladrone i Qua la mano
- Hanna Schygulla, per la seva interpretació a El matrimoni de Maria Braun
- Justin Henry, per la seva interpretació a Kramer contra Kramer
- Ray Stark (Productor), a la carrera
- Suso Cecchi D'Amico (Guionista), a la carrera